# ミヒェル・エルハルト
ミヒェル・エルハルト（Michel Erhart、Michael Erhartとも、1440年か1445年頃生まれ、1522年以降に死去）は、南ドイツの商業と繊維産業で栄えた帝国自由都市、ウルムで15世紀から16世紀に働いた彫刻家である。

## 略歴
生涯について知られていないが、現在のドイツ、バーデン＝ヴュルテンベルク州のコンスタンツの生まれではないかと考えられている。コンスタンツやストラスブールなどで若い時代を過ごし、オランダにも旅したのではないかとも考えられている。ウルムに移ってきて、1469年にはウルムで働いていたとされる。
ウルムの彫刻家、イェルク・ジルリン(Jörg Syrlin der Ältere: c.1425-1491)の工房で働き、ウルム大聖堂のクワイヤ部分の装飾の仕事に参加した。ウルム大聖堂の現在は失われている祭壇のために多くの装飾の注文を受け、1474年までには、ウルムで何人かの職人を雇って彼自身の工房を持ったと考えられている。この工房は息子のグレゴール・エルハルト(Gregor Erhart: c.1465-1540)とベルンハルト・エルハルト(Bernhard Erhart: 生没年不詳)が継承した。
エルハルトの作品には1460年頃ストラスブールに工房を開き、ドイツなどで活動したオランダ出身の彫刻家、ニコラウス・ゲルハールト(Nikolaus Gerhaert: c.1420–1473)の写実的な彫刻の影響が見られるとされ、ストラスブールのゲルハルトの工房で修行した可能性も指摘されている。フランドルの画家、ロヒール・ファン・デル・ウェイデンの影響も見られるとする研究者もいる。
作品には1493年から1494年に息子のグレゴール・エルハルトとともに製作した、当時ブラウボイレン(Blaubeuren)のベネディクト会の修道院の祭壇もあり、そのスタイルは1500年頃のドイツの祭壇の典型的な様式になっている。

## 作品

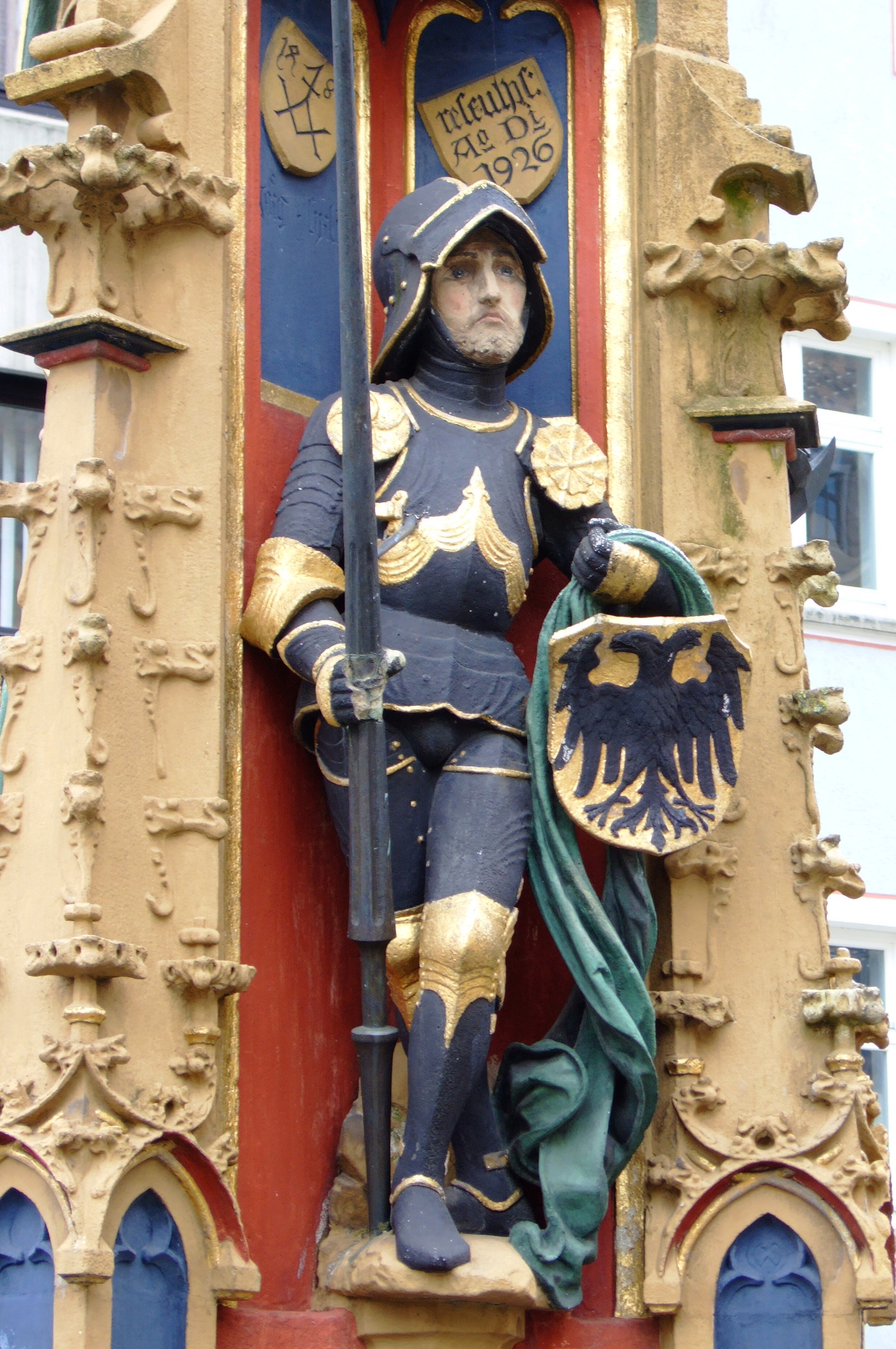
ウルムの噴水(Fischkastenbrunnen)の騎士像
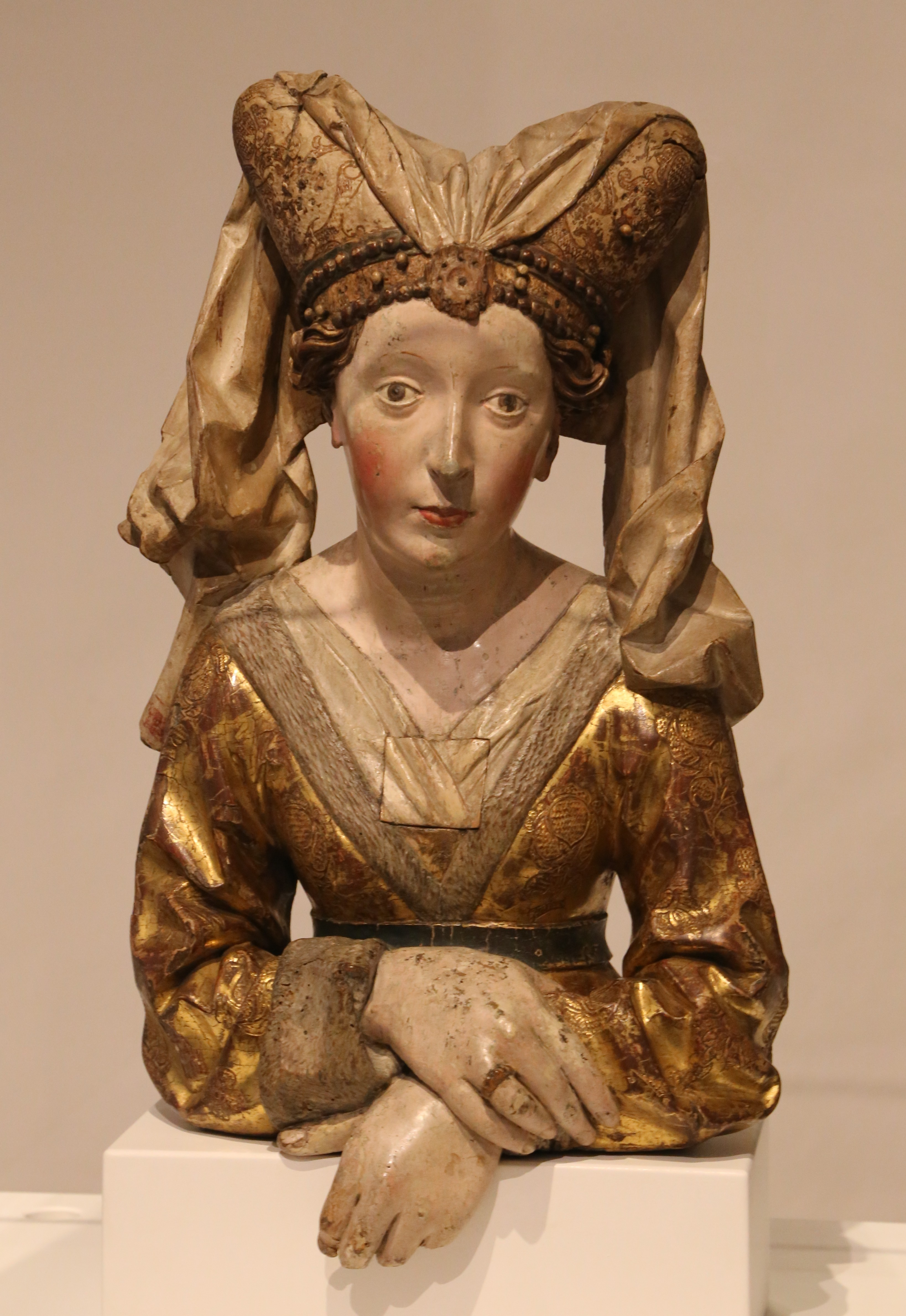
マグダラのマリア
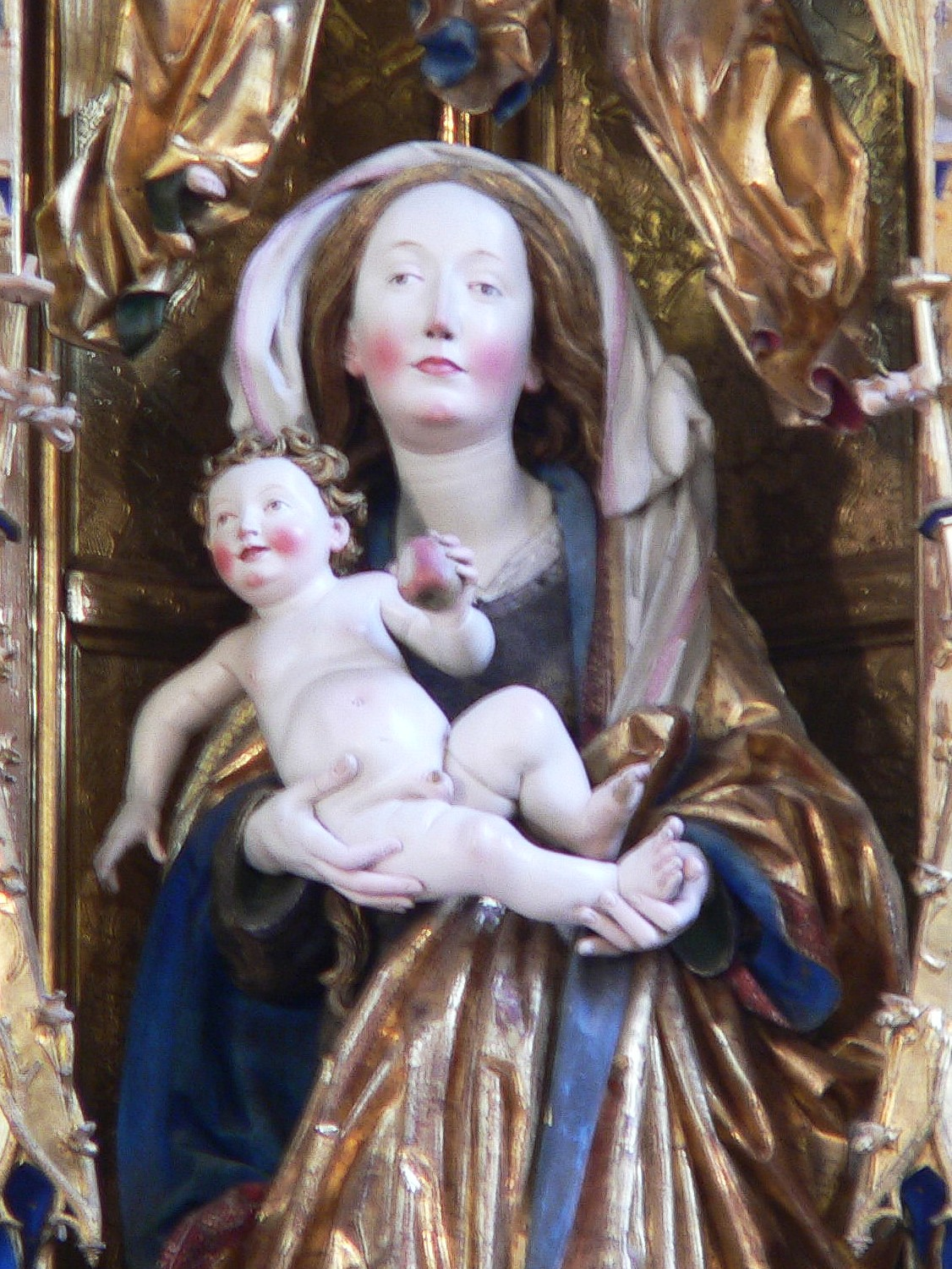
聖母子像
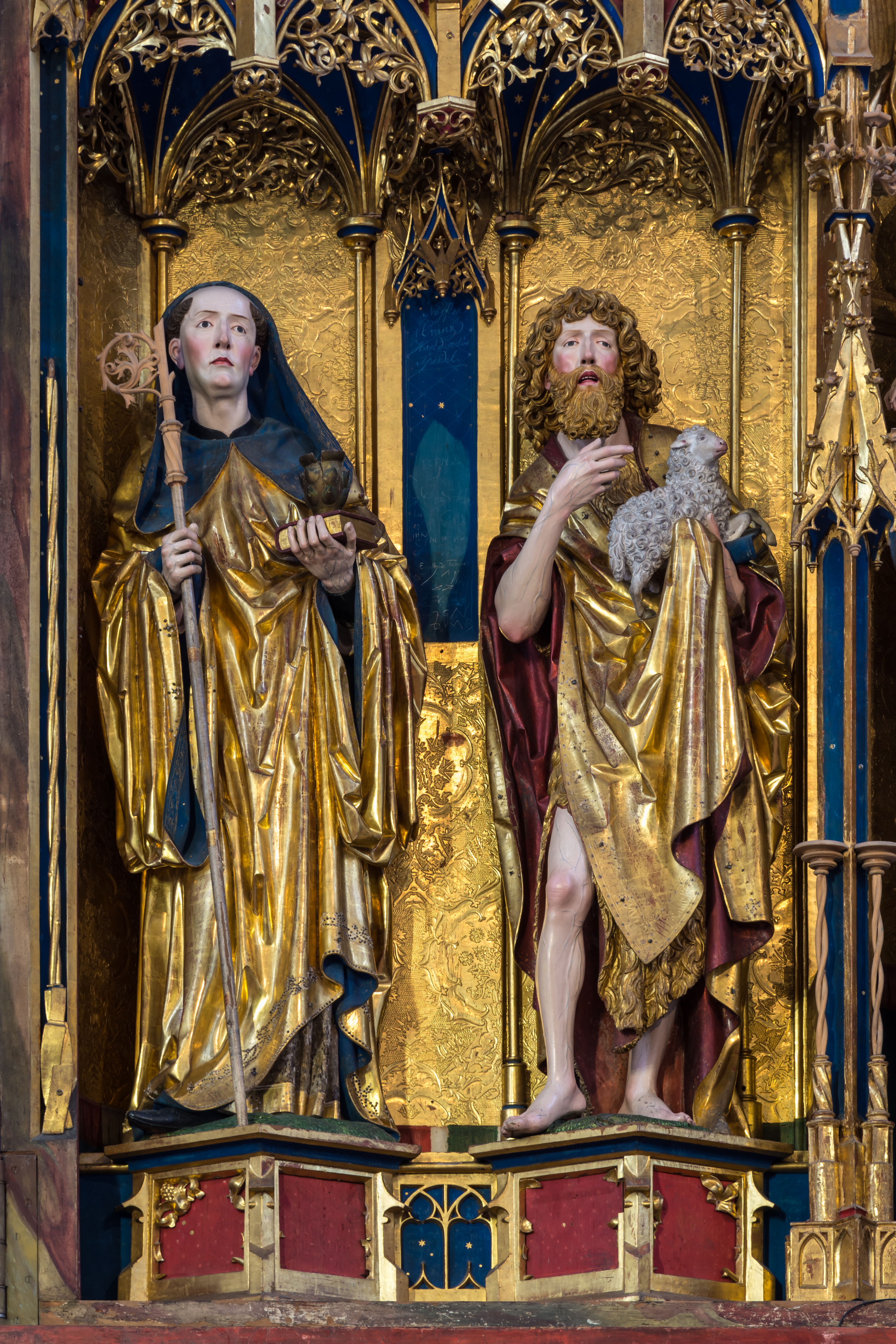
ブラウボイレンの修道院の祭壇彫刻